# Jean-Pierre Wimille
Jean-Pierre Wimille (ur. 26 lutego 1908 roku w Paryżu, zm. 28 stycznia 1949 roku w Buenos Aires) – francuski kierowca wyścigowy, członek antynazistowskiego ruchu oporu w trakcie II wojny światowej.
Uważany za najlepszego kierowcę końca lat 40. XX wieku. Przed wybuchem II wojny światowej dwukrotnie zwyciężał w 24-godzinnym wyścigu w Le Mans (1937, 1939).
W latach 1947–1948 wygrywał Grand Prix Włoch oraz Grand Prix Francji dla zespołu Renault.
Zginął 28 stycznia 1949 roku podczas treningu przed Grand Prix Juana Peróna w Buenos Aires, oślepiony przez nisko stojące słońce.